# Lado enklave
Lado Enklaven var en eksklave fra Congo, der eksisterede fra 1894 til 1910. Den lå på den vestlige bred af Den Hvide Nil i det, der i dag er det sydøstlige Sydsudan og det nordvestlige Uganda. Området havde et areal på omkring 39.000 km² og en befolkning på omkring 250.000. Hovedstaden Lado lå i nærheden af byen Juba.
Området var oprindelig hjem til folkegrupperne Lugbara, Kakwa, Moru og Bari folket. Europære først kom til området i 1841-1842 på en ekspedition sendte ud af Muhammad Ali Pasha, den osmanniske sultan af Egypten, hvorefter det blev et center for handel med elfenben og slavegjorte mennesker.
Da den tidligere osmanniske-egyptiske ækvatoriale provins gik til Storbritannien i 1874, grundlagde Charles George Gordon, som blev provinsens guvernør, byen Lado som den nye hovedstad for administrationen i stedet for Gondokoro
. Gordon indførte kommercielt landbrug af bomuld, sesam, durra og husdyrbrug. Hovedstaden blev i 1885 af Emin Pascha flyttet til Wadelai.
Byen Lado og det omkringliggende område blev udlejet til Fristaten Congo i 1894 for at give denne adgang til Nilen via flodhavnen Rejaf, som lå så højt oppe, som både kunne sejle på Nilen. Til gengæld for området modtog briterne en stribe jord i det østlige Congo, som de havde brug for til at bygge jernbanen mellem Cape Town og Kairo. I 1906 blev lejeperioden bestemt for Leopold IIs levetid, så området efter hans død i sommeren 1910 vendte tilbage til det anglo-egyptiske Sudan. I 1912 blev den sydlige del afstået til Uganda, som dengang var en britisk koloni. I virkeligheden, efter Leopolds død og den efterfølgende tilbagetrækning af belgiske tropper, forsømte de britiske myndigheder imidlertid at administrere området og efterlod enklaven til at blive et "ingenmandsland". Elfenbenjægere flyttede ind og skød næsten hele enklavens anslåede bestand på 2000 elefanter, hvilket gav jægerne store overskud.
Senere blev byerne Gondokoro, Lado og Rejaf forladt af den sudanesiske regering og vises ikke længere på moderne kort.